# Евангелическая община Конго
Евангелическая община Конго (англ. The Evangelical Community in Congo) — Христианская церковь в Африке.

## История
Община была основана Шведской миссионерской церковью — в 1881 году. Центр их деятельности находился во Впадине Конго, где британские и американские баптисты уже основали собственные миссионерские пункты. Организация Svenska Missionsförbundet и баптисты разделяли убеждения кредобаптизма. Церковь стала независимой и курирует духовную семинарию в Киншасе. Первый год существования новой деноминации ознаменовался возрождением пятидесятнического движения, но позже она стала более осознанно относиться к своему реформатскому наследию.

## Экуменизм
Церковь является членом Всемирного совета церквей и Всемирного сообщества реформатских церквей.

## Статистика
По состоянию на 2006 год в церкви насчитывается 84 000 верующих и 87 общин со 114 рукоположенными пасторами.